# Cebollera-hegység Natúrpark
A Cebollera-hegység Natúrpark (spanyolul: Parque Natural de la Sierra de Cebollera) az észak-spanyolországi La Rioja egyik védett természeti területe.

## Elhelyezkedés és leírás
A 23 640 hektáros natúrpark La Rioja tartomány déli részén, a 2000 méteres magasságot is meghaladó Cebollera-hegység északi lejtőin és az Iregua folyó felső folyásánál terül el. Közigazgatásilag Camero Nuevo járáshoz, azon belül Villoslada de Cameros és Lumbreras de Cameros községekhez tartozik. Területén található a Villoslada községhez tartozó két kistelepülés, San Andrés és El Horcajo is.
A hegyvidék magasabban fekvő részei alatt erdős vidékek terülnek el, amelyek fő fafajai az erdeifenyő, a bükk és a pireneusi tölgy, de kisebb számban előfordulnak nyírek, feketefenyők és egyéb tölgyek is. Különös ökológiai és tájképi értékkel bírnak a hegyi patakok és az azokon található kis vízesések. A területen évszázadokig intenzív transzhumáló pásztorkodás folyt, de mára a legelőterületeket visszahódította az erdő, és az egykori állattartásra csak néhány megmaradt pásztorkunyhó és karám emlékeztet, valamint az ember korábbi jelenlétére néhány kápolna.
Állatai közül említést érdemel a fogoly ibériai alfaja, az erdei ragadozók, az őzek, szarvasok és vaddisznók. A patakokban pisztrángok és hódok élnek, valamint előfordul az pireneusi pézsmacickány és az európai nyérc is.
Az ide látogatók számára Villoslada de Camerosban egy látogatóközpontot is kialakítottak, ahol egy állandó kiállítás keretein belül ismerkedhetnek meg a turisták a park értékeivel.

## Képek

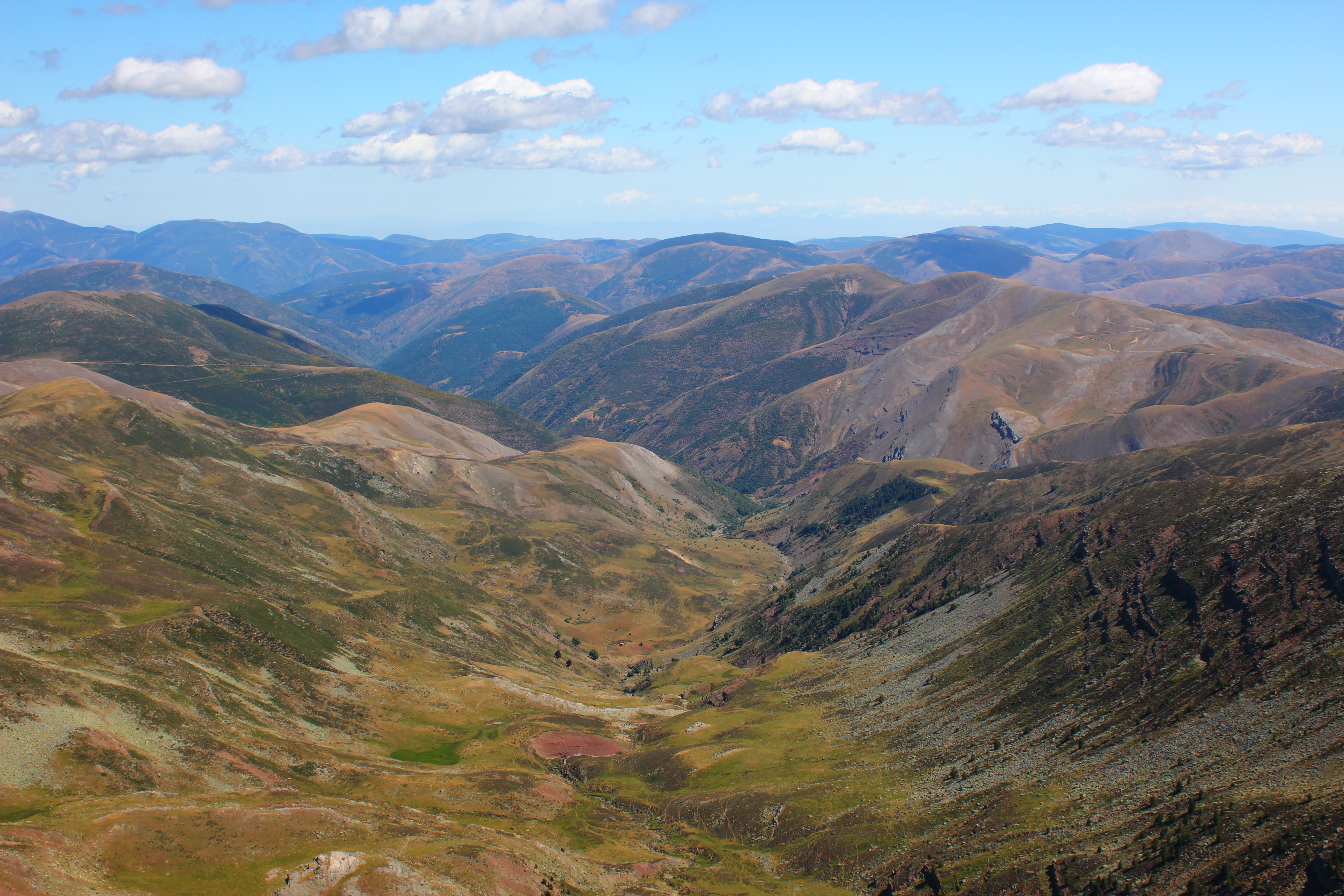
Tájkép
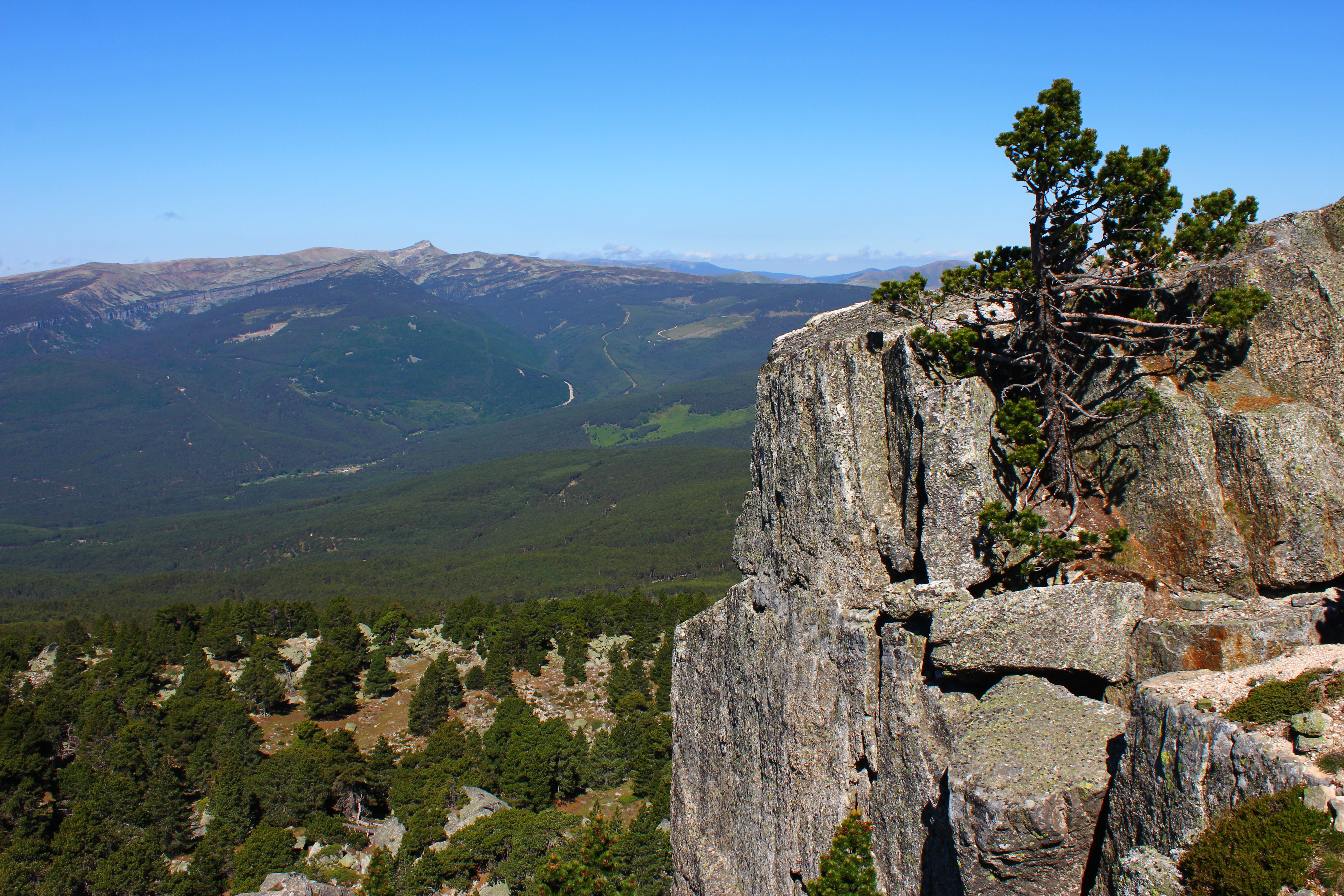
Tájkép
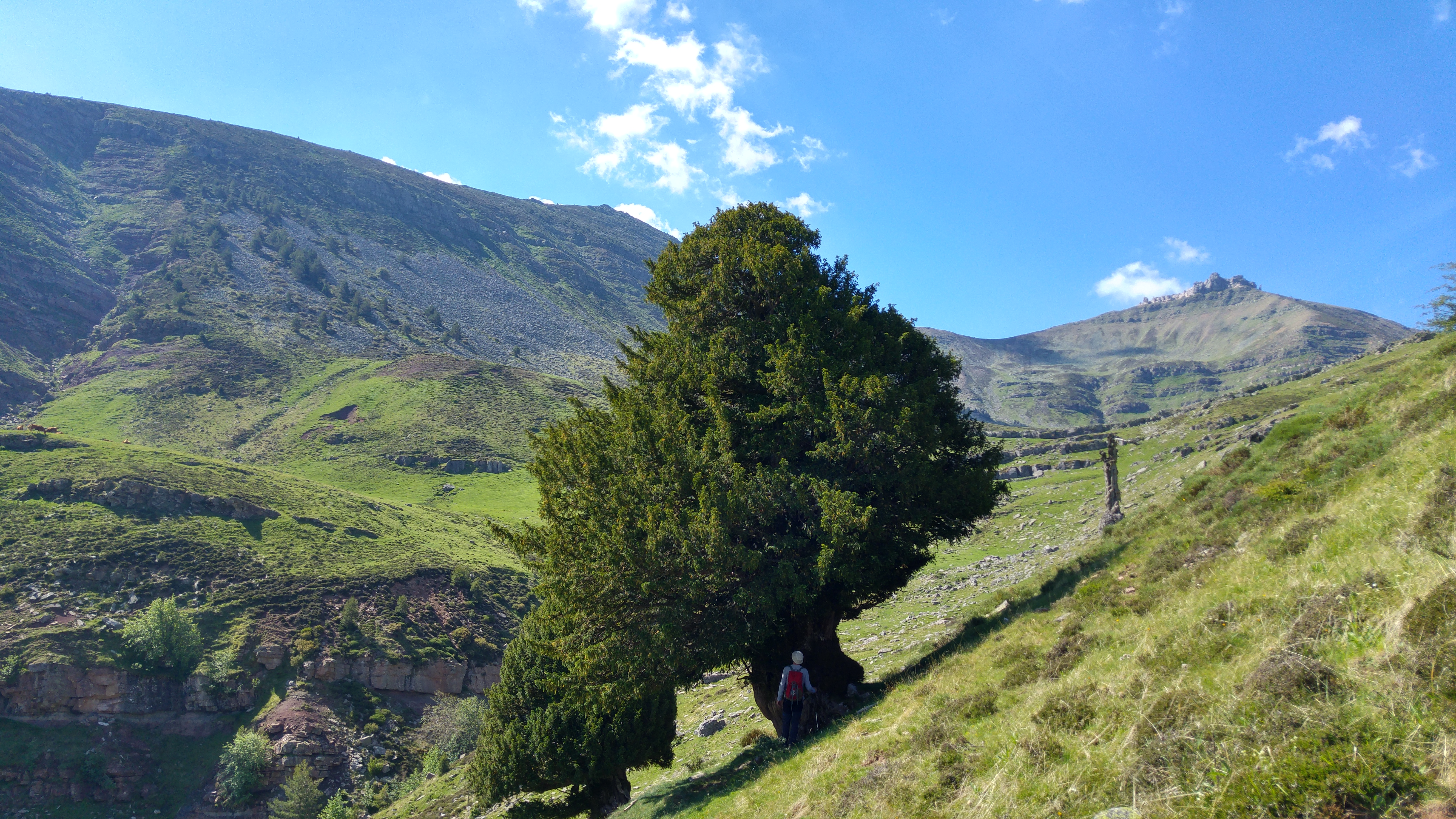
Öreg tiszafák
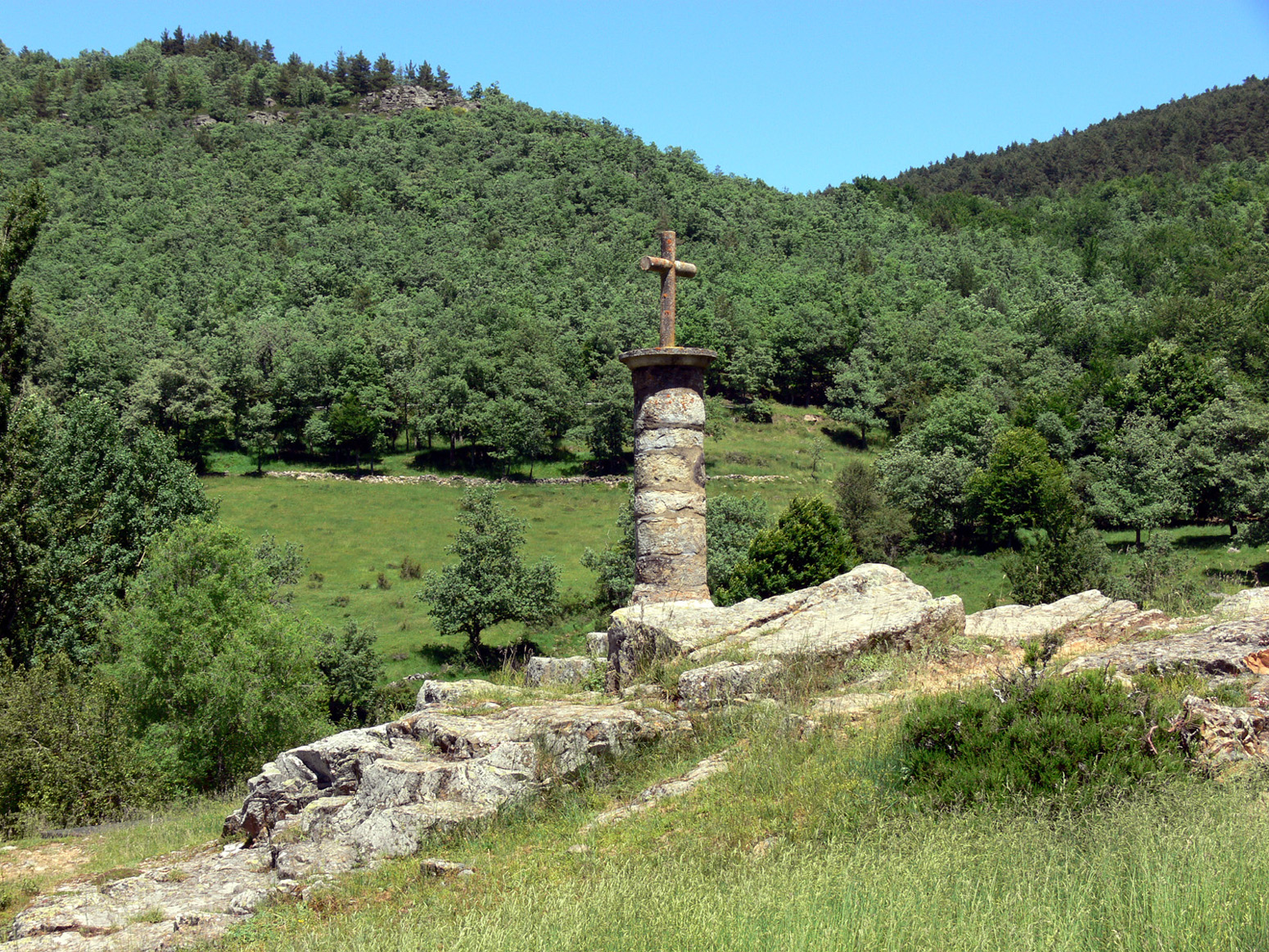
Ősi kereszt
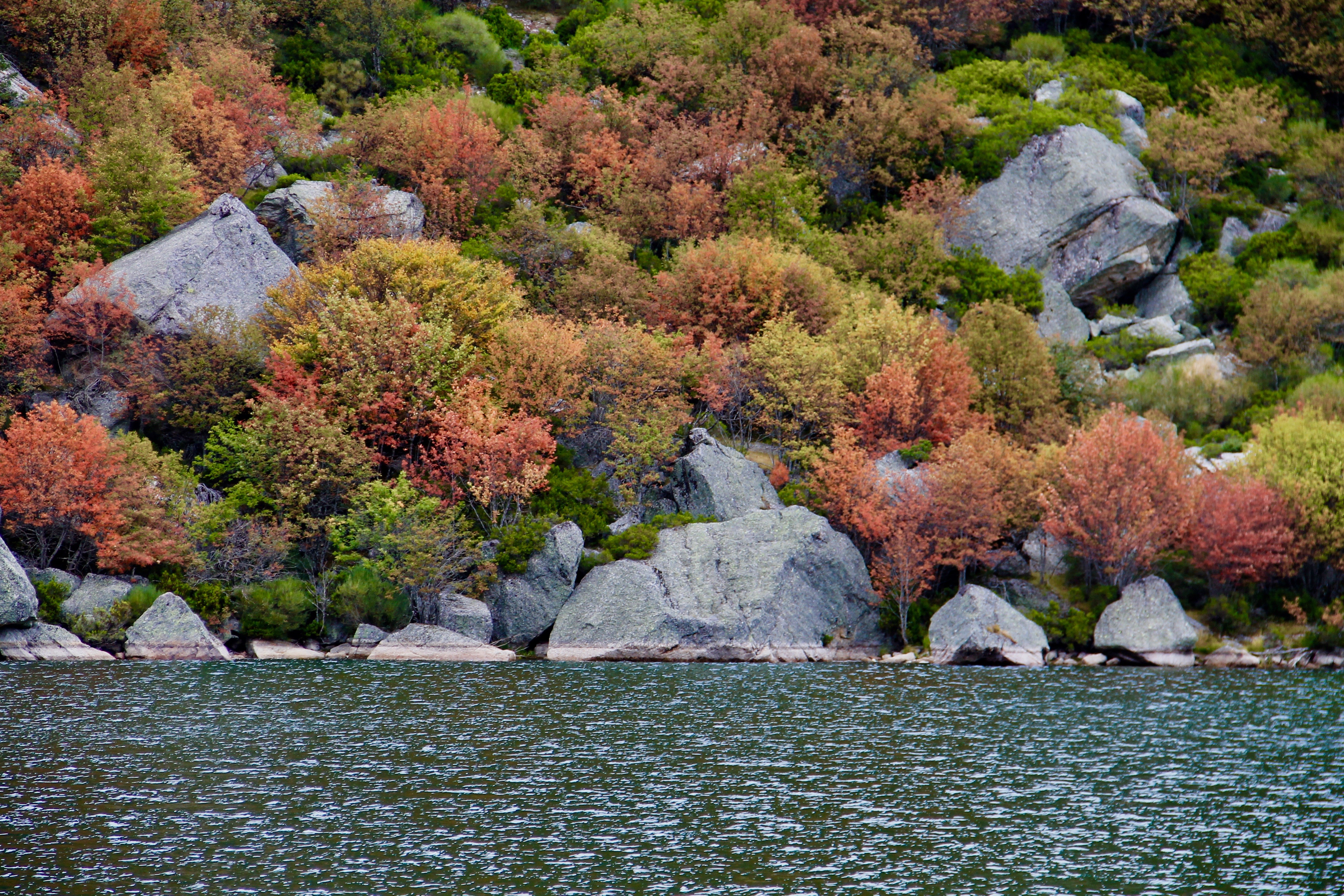
A Laguna Negra tó partja ősszel